# Atrusca emergens
Atrusca emergens är en stekelart som först beskrevs av Kinsey 1936.  Atrusca emergens ingår i släktet Atrusca och familjen gallsteklar. Inga underarter finns listade.